# Master of Orion II: Battle at Antares
Master of Orion II: Battle at Antares est un jeu vidéo 4X et de stratégie au tour par tour sorti en 1996. Développé par Simtex, puis édité par MicroProse et Infogrames sur PC et par MacSoft Games sur Mac OS, il succède à Master of Orion et précède Master of Orion III ; un jeu sous licence GPL tiré de cet univers est également en développement, FreeOrion.

## Synopsis

### Contexte
Tandis que la majorité des espèces de l'univers restent confinées sur leur planète d'origine, deux peuples ayant découvert les voyages intersidéraux s'affrontent : les Orions et les Antariens. Les Orions remportent la victoire et excluent les Antariens de notre dimension en les emprisonnant dans une poche de l'espace temps de la taille d'un système solaire. Mais peu de temps après, les Orions disparaissent mystérieusement, ne laissant que la légende de leur conflit et leur système solaire d'origine, protégé par un redoutable gardien.

### Principes généraux
Le joueur incarne l'une des 8 races qui s'élancent à la conquête de l'espace, longtemps après ce qui est décrit ci-dessus. Les protagonistes tentent alors de développer un empire supérieur à celui de leurs concurrents en colonisant des planètes, en recherchant des progrès technologiques, et en organisant des flottes afin de tenir tête ou de subjuguer les autres peuples.
Il y a trois façons de gagner : détruire tous ses rivaux, aller éliminer les Antariens sur leur planète d'origine, ou encore se faire élire par le Conseil galactique en emportant les 2/3 des suffrages.
Le jeu comporte de nombreux aspects de stratégie et de gestion, incluant diplomatie, espionnage, combat tactique, exploration, développement économique, et environ 200 technologies réparties en 8 domaines différents. Des statistiques permettent de comparer les performances des différents antagonistes (niveau scientifique, démographie, puissance militaire, etc.).
Avant de commencer une partie, le joueur choisit le niveau de difficulté (de débutant à impossible), le nombre de joueurs (de 2 à 8), sa race (13 races disponibles, avec la possibilité d'en créer une originale), l'âge de la galaxie (qui modifie la disponibilité des ressources), la taille de la galaxie (les plus petites favorisant un contact immédiat), et le niveau technologique de départ.

## Système de jeu

### Civilisations

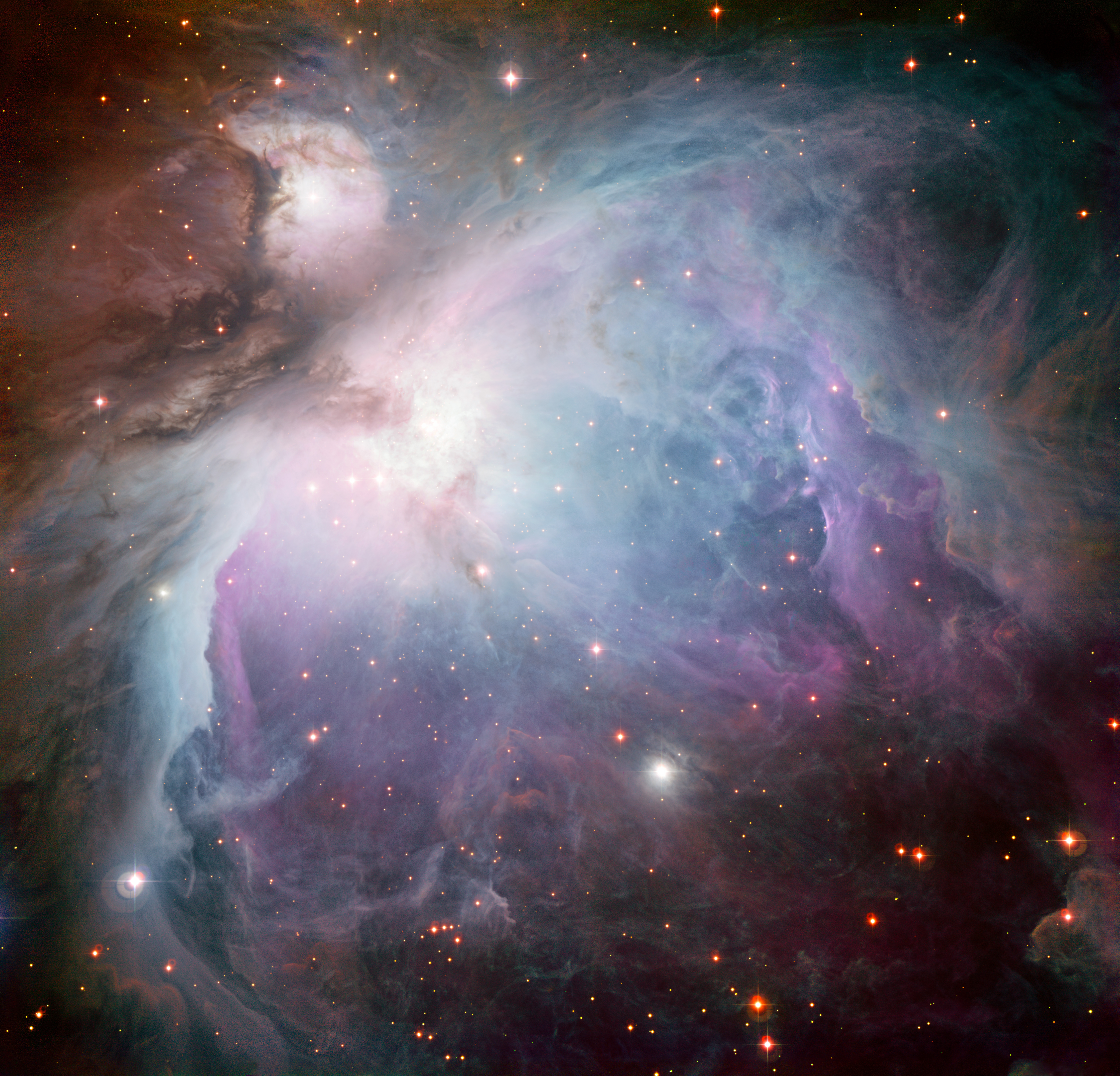
Image de la nébuleuse d'Orion.

Chaque civilisation possède des caractéristiques propres, qui confèrent différents bonus ou malus dans le domaine physique (taux de croissance, bonus de production agricole, bonus au combat, bonus en recherche, etc.), social (type de gouvernement, efficacité de l'organisation militaire, etc.), ou écologique (taille de la planète initiale, capacité à vivre sous terre, etc.). Le joueur qui désire créer une nouvelle race dispose de 10 points pour acheter ses caractéristiques : un avantage peut couter jusqu'à 10 points (ex. : « lithovore ») et un malus peut rapporter jusqu'à 6 points (ex. : race « repulsive », c'est-à-dire sans options diplomatiques).
Voici une description résumée des espèces prédéfinies :
1. Alkaris : descendants de grands vertébrés volants, qui vivent sur une ancienne colonie des Orions où restent un grand nombre d'artéfacts facilitant les avancées scientifiques ; bonus en défense durant les combats spatiaux ;
2. Bulrathis : grands ours humanoïdes ; constitution robuste conférant un bonus en combat au sol et une insensibilité à la gravité extrême qui règne sur certaines planètes ;
3. Darloks : espions accomplis ; vaisseaux indétectables sur les radars ;
4. Elérians : extraterrestres qui ressemblent à des femmes ; télépathes et bonnes combattantes ;
5. Gnolams : êtres comparables à des gnomes ; excellents commerçants, mais combattants médiocres ; leur chance innée leur permet d'éviter les grandes catastrophes ;
6. Humains : bonus diplomatiques et commerciaux ; faiblesse du contre-espionnage ;
7. Klackons : fourmis géantes ; très productives (agriculture et industrie) ;
8. Meklars : êtres cybernétiques qui peuvent réparer leurs vaisseaux en plein combat ;
9. Mrrshans : félins humanoïdes ; bonus en attaque durant les combats spatiaux ; organisation militaire supérieure à celle des autres races ;
10. Psilons : êtres humanoïdes ; excellents scientifiques ; constitution gracile et donc piètres combattants ;
11. Sakkras : reptiles troglodytes, qui se reproduisent rapidement et font de bons agriculteurs ;
12. Silicoïdes : espèce composée de minéraux et de cristaux, insensible à la pollution et aux conditions environnementales planétaires ; ils se reproduisent lentement et ne peuvent communiquer avec les autres races ;
13. Trilarians : créatures adaptées à la vie aquatique, à l'aise sur les planètes marécageuses ou océaniques, capables de modifier les différents plans dimensionnels pour voyager très rapidement dans l'espace.

À l'exception des Trilarians, qui commencent sur une planète de type océanique, toutes les races commencent sur une planète de type terrestre ; ces planètes d'origine sont cependant de taille, de richesse, et de gravité variables.
Les Orions et les Antariens ne sont pas jouables : il ne reste des premiers qu'un dangereux gardien gardant Orion (une planète géante extrêmement riche et fertile), et les seconds sortent régulièrement de leur poche d'espace temps pour mener des raids dévastateurs sur les systèmes habités.

### Planètes
Chaque système planétaire est constitué d'une étoile et de plusieurs planètes, que des caractéristiques très variables rendent plus ou moins propices à la colonisation : taille (de minuscule à géante, ce qui détermine la population maximale de la planète), richesse minérale (d'ultrapauvre à ultrariche), conditions environnementales (planète toxique, irradiée, marécageuse, désertique, etc.), pesanteur (faible gravité, gravité comparable à celle de la Terre, forte gravité), voire vestiges d'une civilisation disparue (ce qui accorde un bonus local en recherche et parfois une découverte scientifique immédiate) ; les planètes peuvent éventuellement déjà héberger des formes de vie : il y a soit un monstre en orbite, à battre avant de s'emparer de la planète, soit des indigènes qui feront d'excellents agriculteurs.
Sur chaque planète, le joueur peut construire des bâtiments destinés à améliorer la production (agricole, industrielle, économique ou scientifique), des bases pour coloniser les autres planètes habitables du même système solaire, des logements pour augmenter la croissance des habitants, des défenses planétaires au sol et en orbite, des centres de commandement des flottes spatiales, des vaisseaux, des espions, de l'argent. Différentes avancées scientifiques favorisent la terraformation progressive des planètes, et donc leur habitabilité et leur fertilité.
Quand la nourriture est suffisante, la population croît à une vitesse dépendant des races et des infrastructures existantes. La taille de la population est représentée par un nombre d'individus, et chaque individu peut être affecté à l'agriculture, à l'industrie ou à la recherche. L'argent qui alimente le trésor provient soit de la vente de nourriture, soit de la production de biens commerciaux, soit des échanges entre civilisations.

### Vaisseaux et flottes

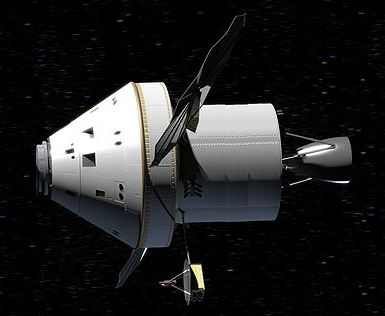
Vaisseau spatial filant dans l'espace (ici, il s'agit du véhicule Orion).

Le joueur peut construire des vaisseaux spatiaux permettant la colonisation de planètes et la construction d'avant-postes, l'échange de marchandises et le transport de colons (cargos), le transport de troupes, et le combat. L'entretien des flottes est couvert par des « points de commandement » et, si les points de commandement ne suffisent plus, par de l'argent.
Le joueur peut entièrement personnaliser les classes des vaisseaux de colonisation et de combat, et en définir la taille (de la minuscule frégate à l'énorme étoile de la mort), l'armement (lasers, missiles, torpilles) et l'équipement complémentaire (réservoirs agrandis, dispositifs de brouillage, systèmes de défense améliorés, etc.). Cette personnalisation peut s'avérer un facteur critique de victoire durant les combats spatiaux tactiques au tour par tour pendant lesquels se déroulent les déplacements, les tirs, ou les abordages.

### Diplomatie et espionnage
Établir un contact avec une autre espèce permet d'initier des relations diplomatiques avec son voisin ou de lui envoyer des espions.
Le joueur peut contacter les différentes races pour leur déclarer la guerre ou demander la paix, conclure des pactes de non-agression ou d'alliance, faire des échanges commerciaux ou scientifiques, voire menacer un adversaire pour, par exemple, obtenir un tribut. La qualité des relations diplomatiques dépend des actes du joueur et de la personnalité des différents leaders.
Une fois le contact établi, le joueur peut produire des espions pour leur affecter des missions d'espionnage (vol de technologie, sabotage) ou de contre-espionnage ; un échec peut conduire à la guerre, mais une réussite exceptionnelle permet d'accuser une autre race.

### Recherche
Les scientifiques des différentes planètes génèrent des points de recherche, qui peuvent être investis dans différents secteurs : ingénierie, énergie, chimie, sociologie, informatique, biologie, physique, champs magnétiques. Le total de points générés varie en fonction des infrastructures planétaires et des caractéristiques du peuple considéré.
Les progrès dans un secteur de recherche sont mesurés par des niveaux technologiques ; à chaque niveau, le jeu propose de 1 à 4 technologies, mais le joueur ne peut travailler que sur une seule ; une fois la découverte effectuée, le jeu passe au niveau suivant. La montée en niveau technologique s'accompagne d'une miniaturisation croissante des équipements de vaisseaux.
Les technologies peuvent également être acquises par voie diplomatique auprès d'autres peuples, par l'espionnage ou par une découverte sur une planète étrangère, lors d'une invasion ou de la colonisation d'une planète.

### Héros
En cours de partie, le joueur peut embaucher des héros, soit pour gérer un système solaire, soit pour piloter un vaisseau. Ceux-ci peuvent apporter des avantages dans presque tous les domaines du jeu, y compris l'espionnage et le contre-espionnage, par exemple en facilitant l'assassinat d'un espion ennemi.

## Équipe de développement
- Conception : Steve Barcia, Ken Burd
- Programmation : Ken Burd (programmeur principal), Evan Axelrad, Eric Brown, Jim Cowlishaw, Russ Williams, William Ivey
- Graphiste : Dave Lawell (graphiste principal), Kevin Albers, Andrea Burden, Dany Garrett, Terry Greer, Shelly Hollen, Jim McIntyre, Patrick Owens, Judith Peterson
- Bibliothèques : Steve Barcia, Rob Corell, Ronnie Gauny
- Musique : Laura Barratt
- Son : John Henke
- Documentation : John Possidente, Reiko Yamamoto, Jerome Paterno, Marisa Ong, Ted Paulsen
- Remerciement : Jenny Cowlishaw, Eric Hyman, Matt Kyle

Master of Orion II: Battle at Antares ne nécessite aucun patch pour passer sous Windows XP ; seuls quelques bugs du son ou de retour au bureau surviennent sporadiquement.

## Accueil
Master of Orion II: Battle at Antares a été bien accueilli par les critiques, professionnels ou amateurs ; en 2014, un extrait de The Escapist déclare même « En bref, Master of Orion 2 est tout simplement trop bon pour pouvoir s'en écarter ».